# Friedrich Frisch

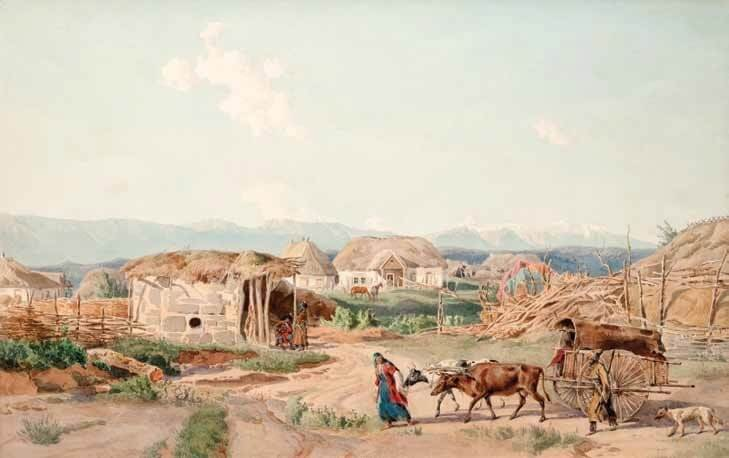
Friedrich Frisch: Blick auf die Staniza Pawlowskaja, 1850

Carl Friedrich Frisch (* 13. Februar 1813 in Darmstadt; † 7. Dezember 1886 ebenda) war ein deutscher Tiermaler.

## Leben
Frischs Eltern waren der Großherzogliche Hofjuwelier und Münzgraveur Johann Carl Frisch (1776–1816) und Sibylle, geb. Hauser. Ab 1827 ließ sich Friedrich Frisch zum Goldschmied in Karlsruhe ausbilden. Auf Empfehlung von Wilhelm von Harnier wechselte er 1831 nach München, um die Tiermalerei zu studieren. 1837 kehrte er nach Darmstadt zurück, wo er 1840 von Großherzog Ludwig II. zum Hofmaler ernannt wurde. Zwischen 1840 und 1851 nahm er an mehrjährigen Expeditionen teil. In den Jahren 1840/1841 begleitete er den württembergischen Kammerherrn Wilhelm von Taubenheim, den Literaten Friedrich Wilhelm Hackländer und den Arzt Karl Bopp (1817–1847) auf einer Reise in den Orient. Diese Reise dokumentierte Frisch in der lithografischen Tafelfolge Arabien. Eine weitere Reise führte ihn in den Kaukasus.
Als Tiermaler spezialisierte sich Frisch auf die Darstellung von Hunden und Pferden. Oft arbeitete er mit Carl Seeger zusammen, der die Landschaftspartien seiner Gemälde übernahm. Zu seinen Auftraggebern zählten die Höfe von Darmstadt, Coburg und Württemberg. Das Gemälde Rückzug der Armee Ibrahim Pascha’s durch die Wüste vollendete er 1842 im Auftrag Karls von Württemberg.
Frisch lehrte an der Höheren Gewerbeschule bzw. Realschule in Darmstadt. Zu seinen Schülern gehörte Eugen Bracht. 1840 heiratete er Elisabeth Friederike Agnes Flachsland (1814–1888). Über seine Tochter Emmy (1849–1924), die den Gynäkologen Ferdinand Adolf Kehrer heiratete, wurde Frisch Großvater des Kunsthistorikers Hugo Kehrer.